# 清水駅前銀座商店街

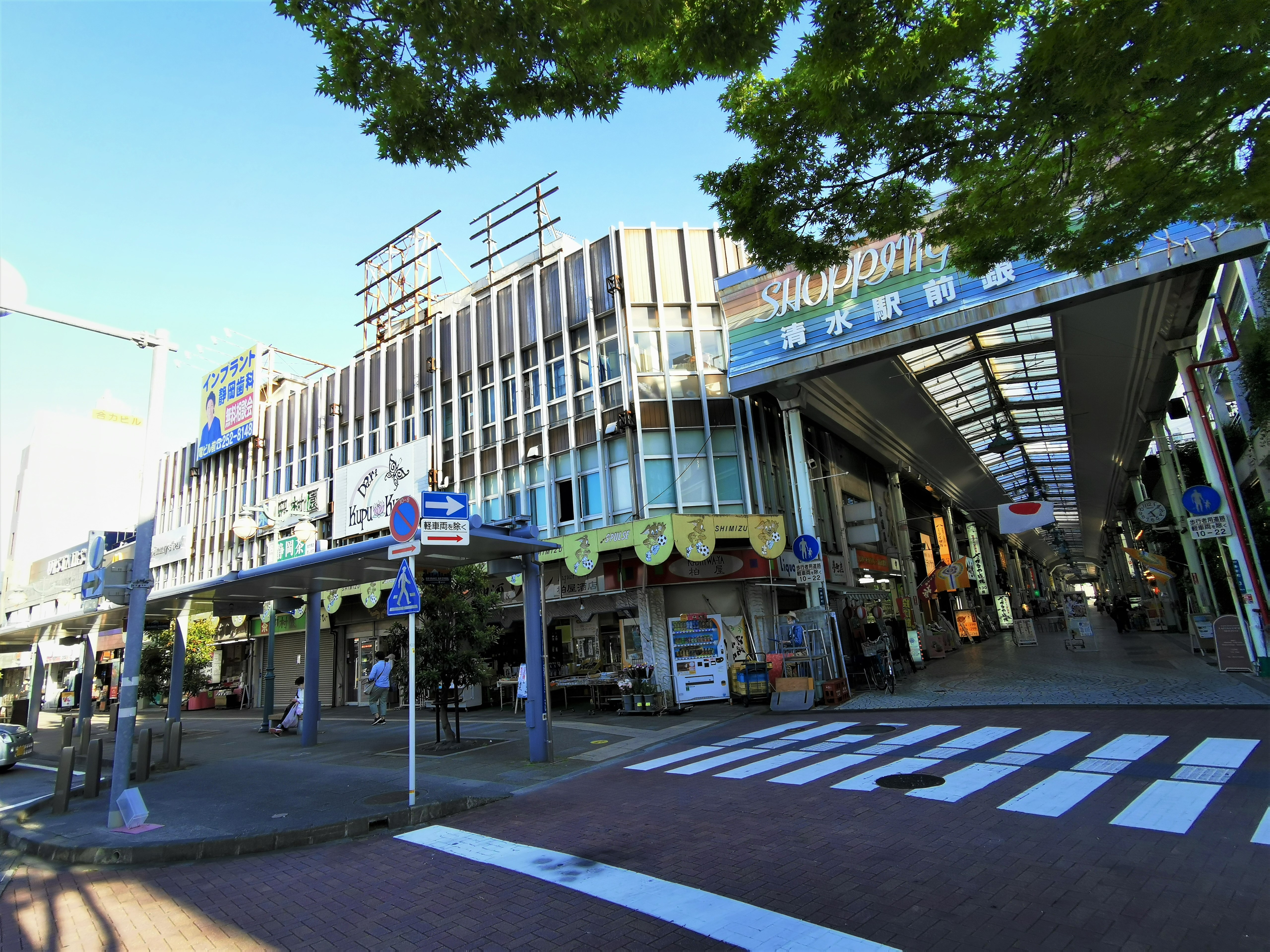
商店街北口

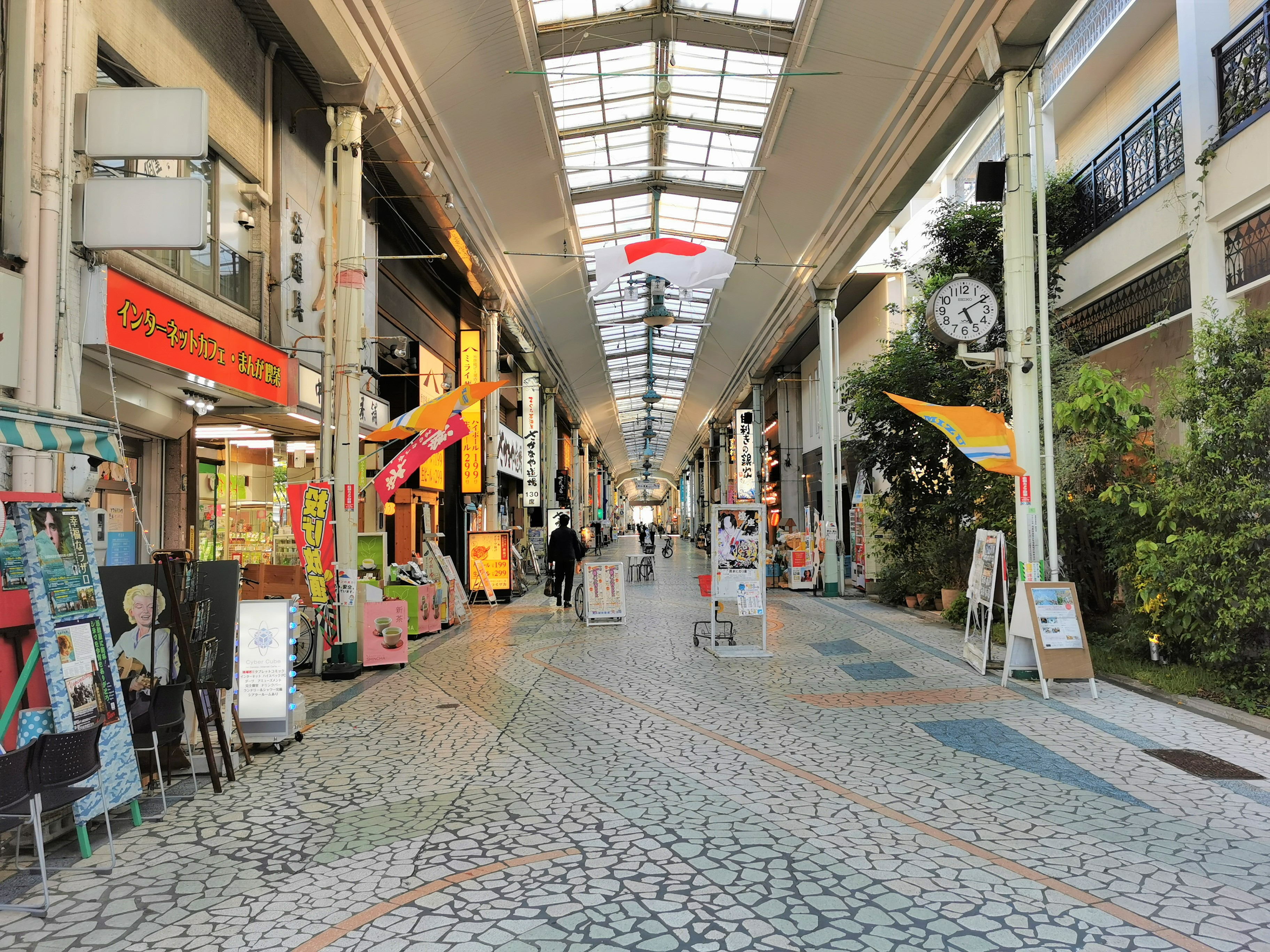
アーケード内部

清水駅前銀座商店街（しみずえきまえぎんざしょうてんがい）とは、静岡県静岡市清水区真砂町の清水駅西口の南西に所在する商店街。

## 概要
清水駅西口のロータリーの南側に、南北に400m以上に渡って形成されているアーケード商店街。
戦後の闇市から出発し、1959年（昭和34年）に「清水駅前銀座」が発足、1967年（昭和42年）に初代のアーケードが完成した。

## 店舗

### 飲食店
- 食事処 かづや（食堂）
- 味楽亭 はしもと（和食）
- そば処 ふじ乃や（そば）
- 久松（寿司、海鮮）
- 夜来香（中華）
- ソウル（韓国料理）
- てっちこ（焼き鳥）
- やきとり家 すみれ 清水店
- さかなや道場 清水駅前店（居酒屋）
- 目利きの銀次 清水駅前店（居酒屋）
- てんくう 清水駅前店（居酒屋）
- 旬花酒陶 百合音（居酒屋）
- かくれ家 ろぶ村（居酒屋）
- 十千花前 清水（居酒屋）
- てんちょう（居酒屋）
- よろこび（居酒屋）
- まる両（居酒屋）
- なが田酒店（日本酒立ち飲み）
- ミルククラウン（カフェ、バー）
- ディドラジャンクス（バー）
- プルメリア（バー）

### 食料品
- 天神屋 清水駅前店（弁当、惣菜）
- キッチン蒲原（惣菜）
- Funny Bunny（ベーカリー）
- 矢入魚店
- 金子果実商店（青果）
- ポップクローバー村越（青果、デザート）
- おやつえん（焼き菓子）
- 駄菓子 彌吉(やきち)
- 中澤園茶舗
- 清水園（茶）
- 柏屋酒店
- 蒲原屋（乾物）
- 松尾商店（出汁関連加工品）
- にっぽんの味 次郎長屋 清水本店（乾物、水産加工品）

### 日用品
- 100円広場（100円ショップ）
- 丸善（制服、作業服）
- きもの丸京（着物）
- セラビ 清水店（レディース）
- LIFEひだまり（レディース、雑貨）
- 家庭用品のもちづき（レディース、雑貨）
- エルコちゃんの店（レディース）
- モモヤ（レディース）
- ミウラ（レディース）
- つちや（レディース）
- Pettit Drops（子供服）
- くつしたの店 LOVELOVE
- 靴の上野屋 駅前銀座アーケード店
- コットンショップ 花曜日（生地）
- 石川寝具ランド
- 菊幸刃物店
- 栗田屋本店（食器、陶磁器）
- 花の店 UN AMI(アンアミ)
- 全快堂薬局 清水駅前銀座店
- メガネの春田 清水駅前店
- 白金堂 時計店
- マルヤマ文具店
- 角屋（玩具）
- クボタ玩具店
- 駿河スポーツ

### サービス
- NOVA 清水駅前校（英会話）
- スルガ銀行 清水駅支店
- 清水ヒカリ座（大衆演劇）
- ラピスコライユ（結婚式場）
- 清水ノンタウン（コスプレ撮影スタジオ）
- ミニロボプラザ 清水（ロボット玩具）
- シーグランデ清水ステーションホテル
- トラベルプラザウイング（旅行代理店）
- パリス美容院
- Include（美容院）
- 美容室ファイナルショット
- CP サロン エルモーサ（エステ）
- リラクゼーション 潤い（マッサージ）
- HOOD STUDIO SHIMIZU（ダンス教室）
- 静岡美術造形学院（美術教室）
- 貸店舗 AKIBAKO
- 貸店舗 まちかどギャラリー

## 周辺
「清水駅前銀座」の東隣り、線路との間には「清水グルメ通り」があり、様々な飲食店やビジネスホテルなどが軒を連ねている。
「清水駅前銀座」アーケードの南口を出て、立体交差する道路のガード下をくぐって「銀座」地区に出た向かいには、「清水中央銀座」と呼ばれる商業エリアがあり、そこを西へと道なりに曲がっていくと、東海道と合流する「清水銀座」と呼ばれる通りへと出る。
「清水銀座」へ行く手前で、南東へと線路を渡って「巴町」地区に入り、南下して行くと、静岡鉄道の新清水駅があるが、その一帯には商業店舗は多くない